# Estação Alfonso XIII

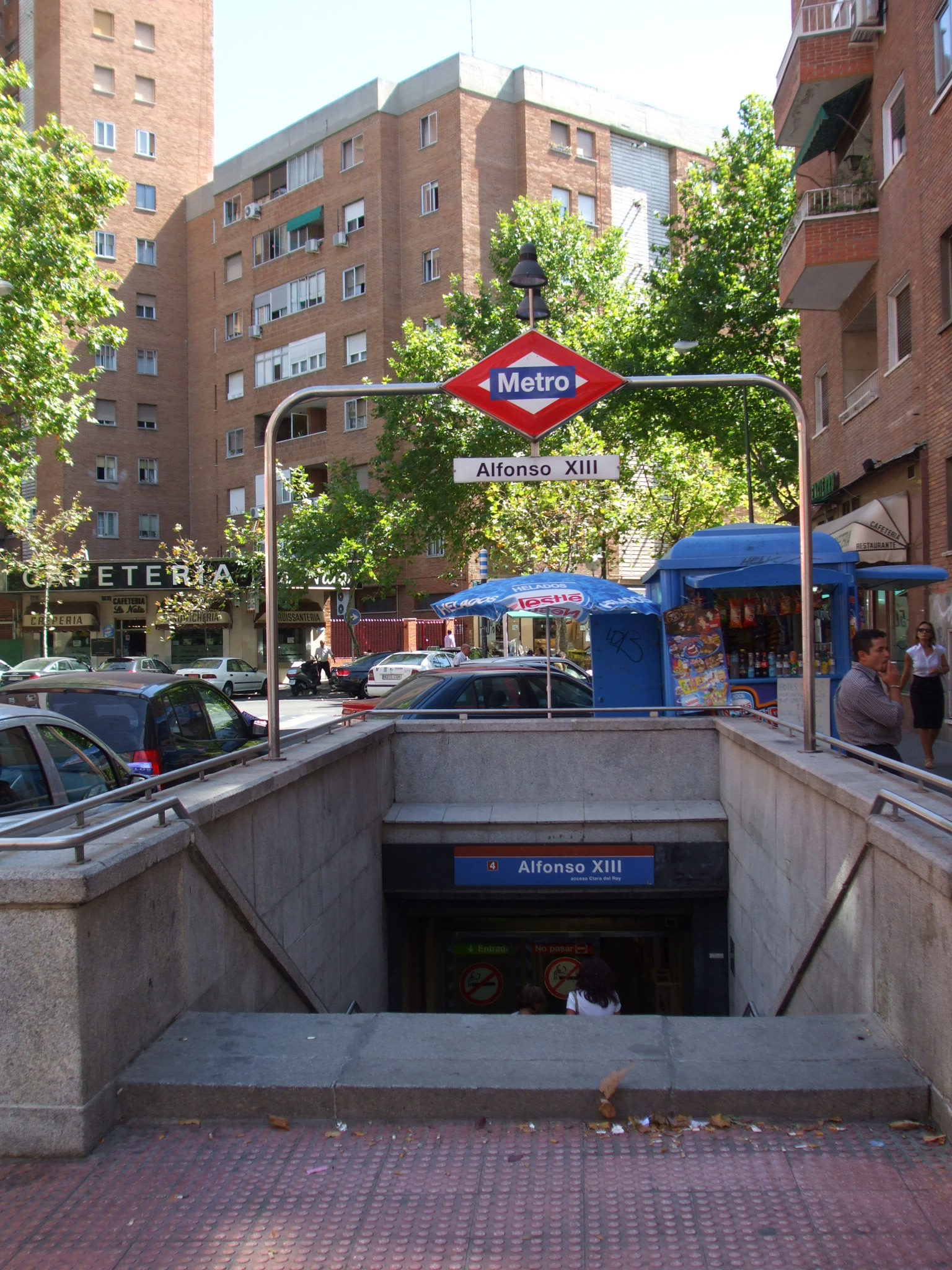
Acesso a estação.

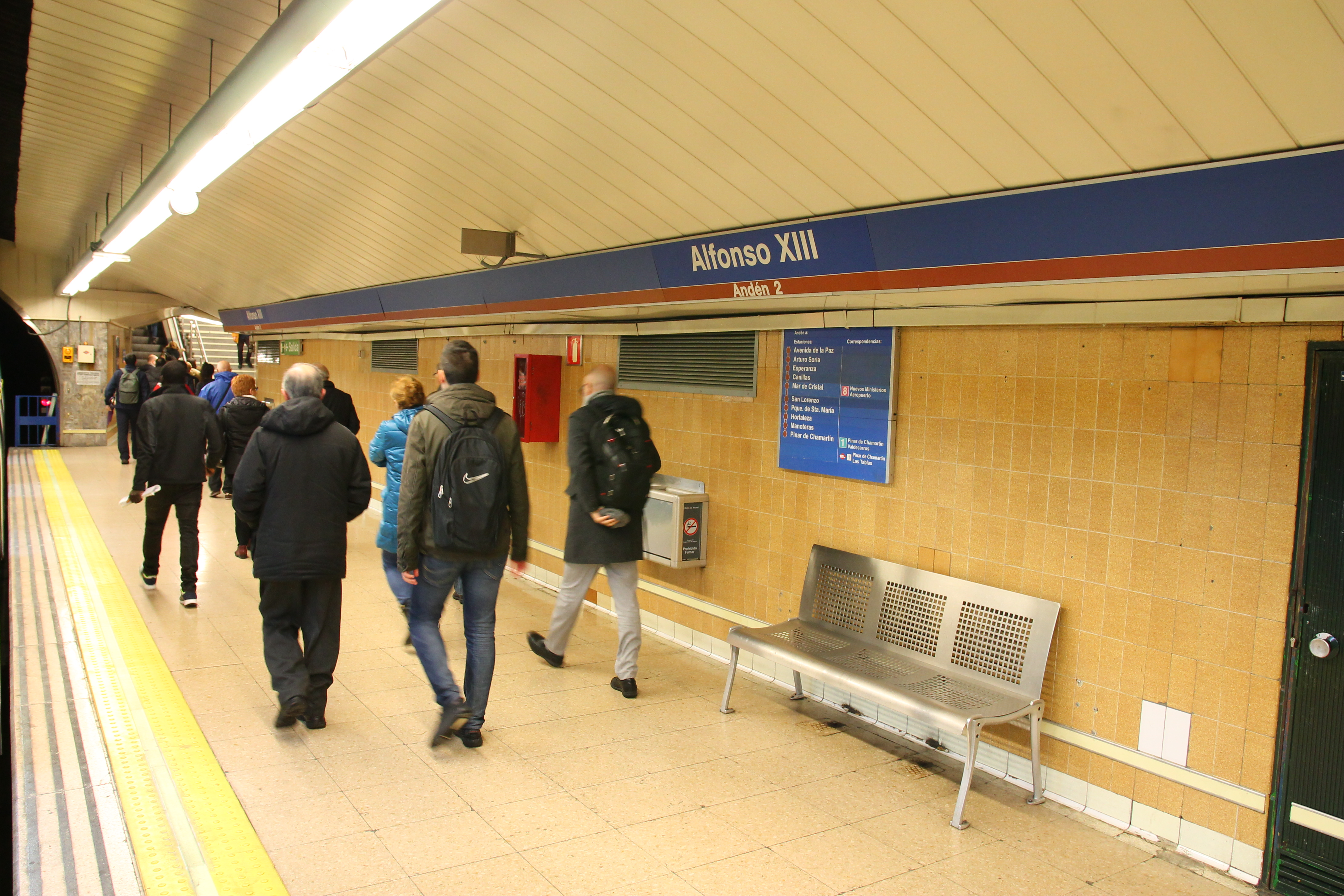
Plataforma de embarque.

Alfonso XII é uma estação da Linha 4 do Metro de Madrid.

## História
A estação entrou em operações em 26 de março de 1973 e foi estação terminal da linha 4 até 4 de janeiro de 1979.